# Kangxi-woordenboek
Het Kangxi-woordenboek (Kangxi zidian, letterlijk: Canon van schrifttekens van de Kangxi-periode) is een Chinees woordenboek dat de naam draagt van keizer Kangxi van de Qing-dynastie. De eerste editie verscheen in 1716. Het woordenboek bevat 47.035 karakters in gewoon schrift en zegelschrift, met voor elk karakter uitspraak en betekenis. De woorden kunnen worden opgezocht door middel van tweehonderd-veertien radicalen (bushou). Die radicalen heten Kangxi-radicalen.
In de moderne Chinese talen wordt nog minder dan een kwart van de in het woordenboek te vinden karakters gebruikt. Het woordenboek bevat een groot aantal karakters die in onbruik zijn geraakt en zelfs door Unicode niet worden ondersteund.
De samenstellers van het woordenboek waren: Zhang Yushu (张玉书, 1642-1711), Chen Tingjing (陈廷敬, 1639-1712), Shi Kui (史夔), Wu Shitao (吴世焘), Wan Jing (万经), Liu Yan (刘岩), Zhou Qiwei (周起渭), Jiang Tingxi (蒋廷锡), Wang Long 汪漋, Li Tingyi (励廷仪), Zhang Yishao (张逸少), Zhao Xiongzhao (赵熊诏), Tu Tianxiang (涂天相), Wang Yunjin (王云锦), Jia Guwei (贾国维), Liu Hao (刘灏) en nog achtentwintig anderen.
De makers hebben de woordenboeken Zihui (字汇) en Zhengzitong (正字通) uit de Ming-dynastie geraadpleegd.